# 4405 Отава
4405 Отава (енгл. 4405 Otava) је астероид са средњом удаљеношћу од Сунца која износи 3,202 астрономских јединица (АЈ).
Апсолутна магнитуда астероида је 11,3.